# Dorfkirche Engersen

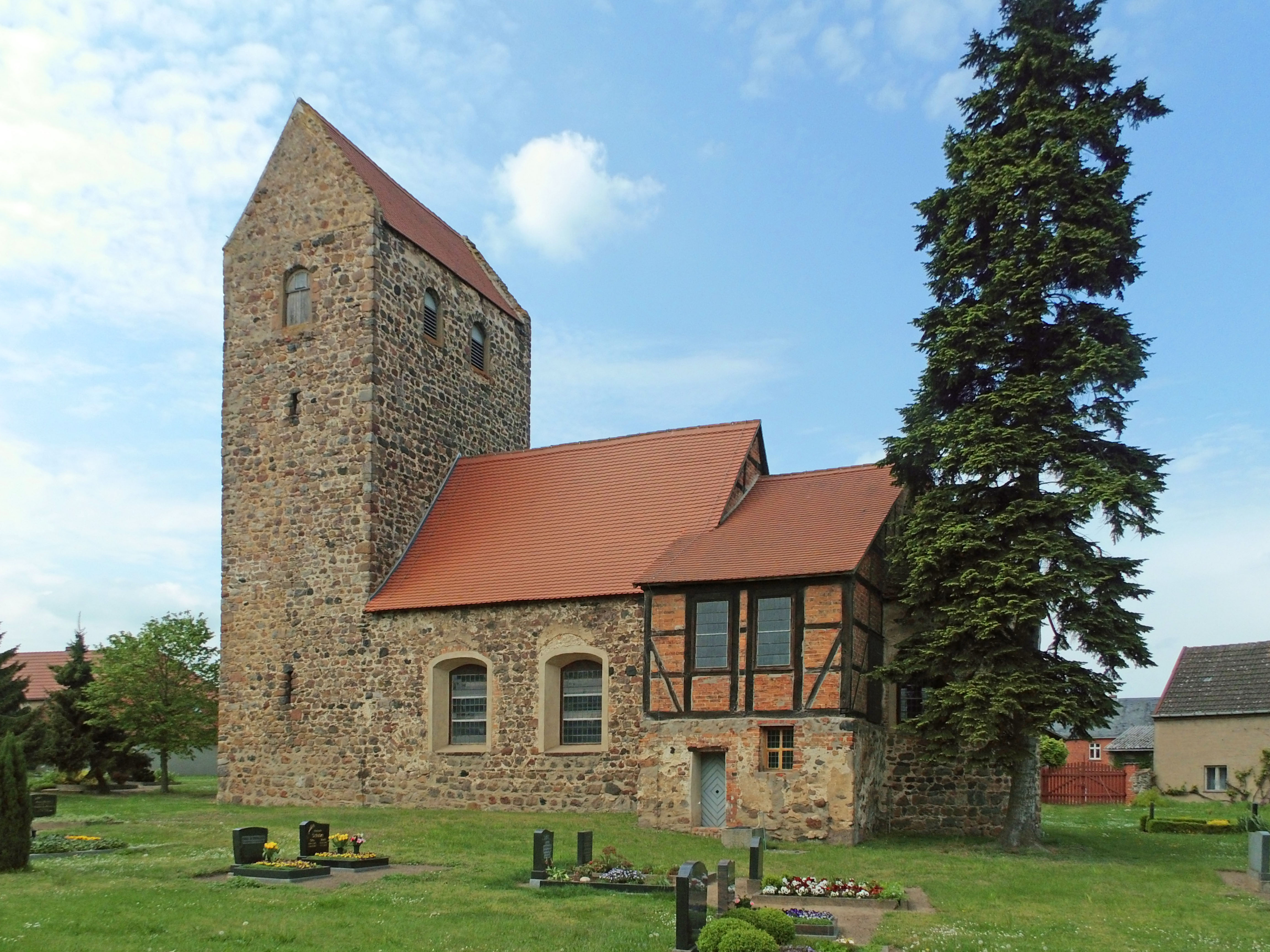
Dorfkirche Engersen

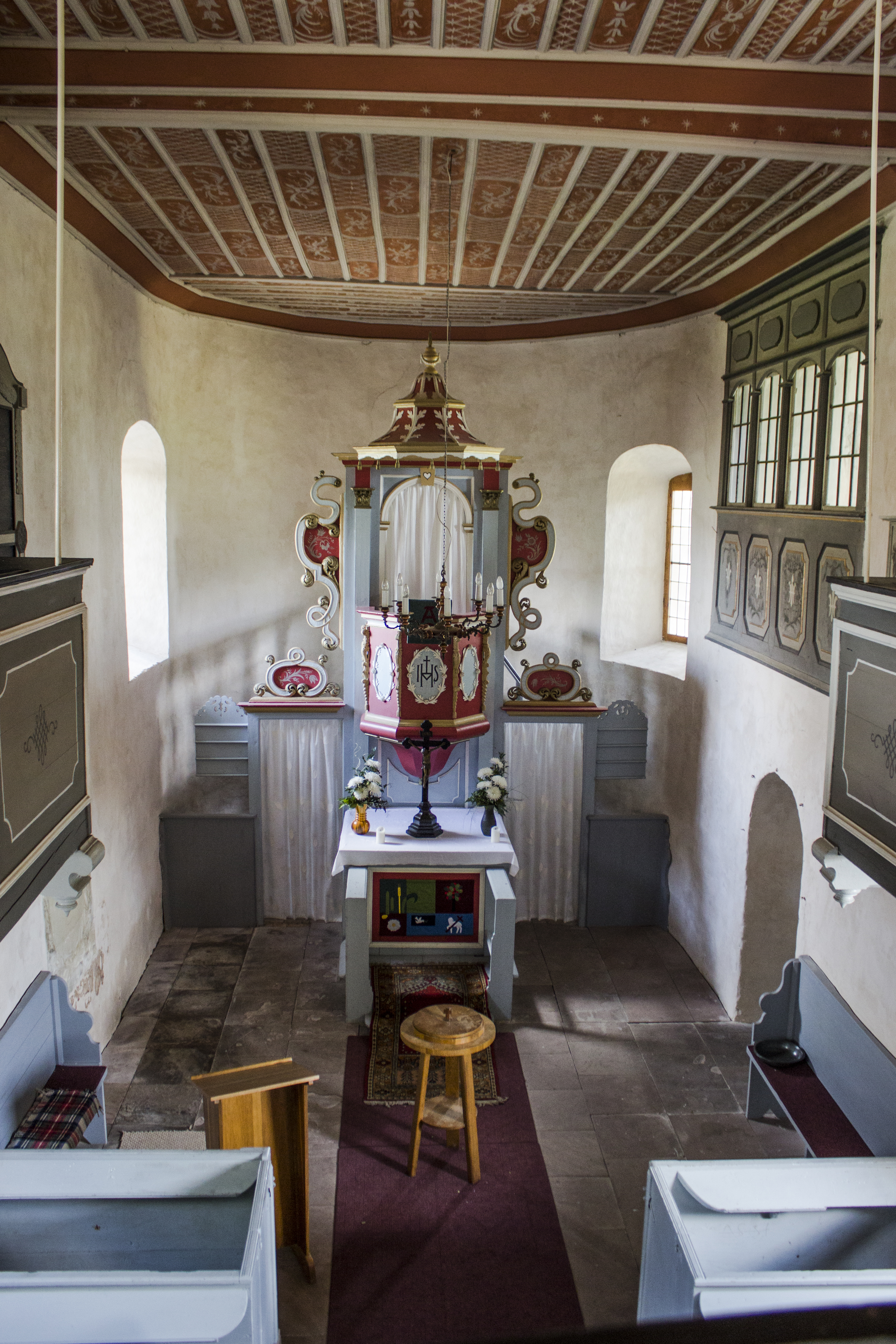
Inneres nach Osten

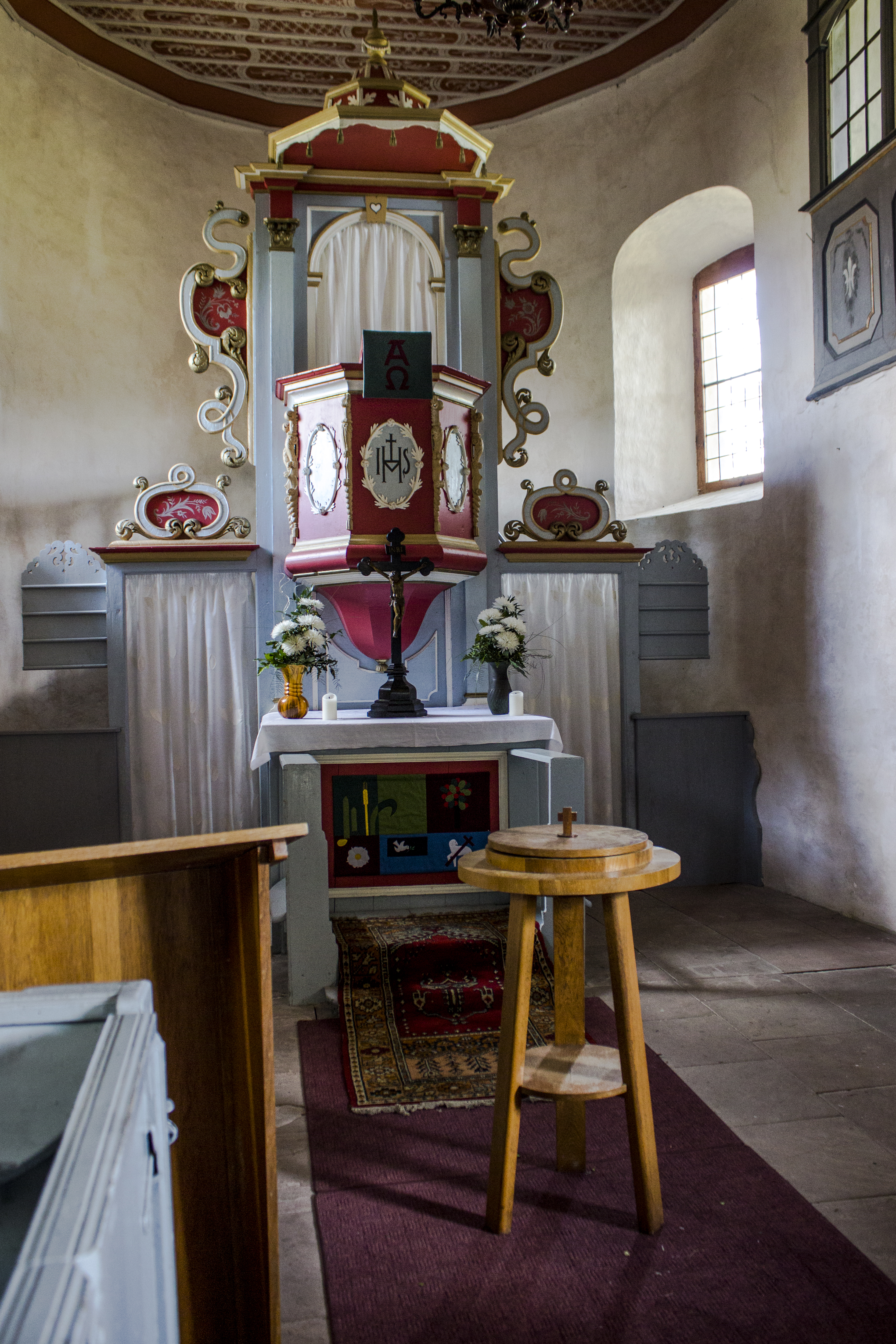
Kanzelaltar

Die evangelische Dorfkirche Engersen ist eine romanische Feldsteinkirche im Ortsteil Engersen der Stadt Kalbe (Milde) im Altmarkkreis Salzwedel in Sachsen-Anhalt. Sie gehört zur Kirchengemeinde Engersen im Pfarrbereich Estedt im Kirchenkreis Salzwedel der Evangelischen Kirche in Mitteldeutschland. Sie ist eine Station der Straße der Romanik.

## Geschichte und Architektur
Die Dorfkirche Engersen ist ein flachgedecktes spätromanisches Bauwerk aus den Jahren 1210/20 mit eingezogenem Chor und einem querrechteckigen Westbau. Das Mauerwerk ist sorgfältig ausgeführt; am Bau waren vermutlich Baufachleute aus Frankreich oder Belgien beteiligt. Auf der Südseite ist ein altes Rundbogenportal zu erkennen. Im 16. Jahrhundert wurde der Chor halbkreisförmig erweitert.
Die Fenster des Schiffes wurden offenbar 1738 erweitert und mit Stichbögen versehen. Restaurierungen fanden in den Jahren zwischen 1738 und 1745 sowie 1877 und 2014/15 statt.

## Ausstattung
Das Hauptstück der Ausstattung ist ein schlichter Kanzelaltar  mit seitlichen Durchgängen aus der ersten Hälfte des 18. Jahrhunderts, der mit Wangen und einer Medaillonrahmung im Ohrmuschelstil verziert ist. Gleichzeitig oder bereits um 1690 wurde die verglaste Patronatsloge an der Südwand des Chores eingebaut. Die schlichte Hufeisenempore entstand in der ersten Hälfte des 18. Jahrhunderts oder erst 1877. Im Eingangsbereich befindet sich Kastengestühl im Stil der Spätrenaissance vom Anfang des 17. Jahrhunderts. Ein neuromanischer Orgelprospekt aus der Zeit um 1880 ist ebenso zu erwähnen wie eine Bronzeglocke, die wohl aus dem 17. Jahrhundert stammt. Die Orgel hat vier Register auf einem Manual und Pedal.
An der Nordwand ist ein Grabmal für Ludolf von Alvensleben (1652–1733) erhalten.